# Сахл Смбатян
Сахл Смбатян (арм. Սահլ Սմբատեան, араб. Сахл ибн Сунбат ал-Армани)  (год. рожд. неизв. — после 855) – армянский князь. Он распространил свою власть над всей областью Арран.

## Биография

### Происхождение
Грузинские источники сообщают о трех братьях, после ослепления своего дяди Атрнерсеха Слепого, в середине VII—начале VIII переселивших из Тарона в область Шеки. Кирилл Туманов отождествляет их дядю с Ашотом Слепым. В начале IX века значимую роль в истории Аррана играл Сахл Смбатян, который в армянских и арабских источниках называется правителем Шеки. По некоторым предположениям настоящее имя Сахла был Саак. Прямых свидетельств о его происхождении нет. Но поскольку иная информации о правителях Шеки в источниках отсутствует, Владимир Минорский предполагает, что Сахл Смбатян мог являться представителем этого рода. В «Истории страны Алуанк» Сахл ибн Смбат представлен как представитель Арраншахов. Согласно тому же источнику, Сахл Смбатян принадлежал к «роду царей Зармирхакан». Однако там же отмечается, что последний представитель рода Михранидов Вараз-Трдат II был убит в 822 г., что означает, как считает Минорский, отсутствие кровной связи между Сахлом Смбатяном и Арраншахами. А титул «арраншах» им был перенят. По мнению Кирилла Туманова, Сахл Смбатян мог принадлежать к роду Багратидов. Или же он происходил из боковой ветви династии Сюник. Чарльз Доусетт, не соглашаясь с мнением Минорского и Туманова, считает, что Сахл Смбатян был потомком Араншахов из рода Зармихра, представители которых были убиты Михранидами. Вместе с тем Доусетт не исключает, что его заслуживающая уважения местная генеалогия могла быть ложно придуманной с целью узаконить его притязания на трон Албании. Согласно В. Бартольду «... в Албании в начале IX в. был правитель армянского происхождения, судя по имени, христианин, который сохранял тесную связь с христианской культурой, и само мусульманское правительство наградило его византийским титулом; это был Сахль ибн Сумбат. ». Так, например, в арабских источниках упоминается как армянский батрик.
Вскоре после убийства Вараз-Трдата (821 или 822), владыка Шеки Сахл Смбатян распространил свою власть на весь Арран и провозгласил свою независимость от Халифата.
Из армянского рода.
Арран в ту эпоху представлял собой полиэтническую  область, где помимо албанских племен, жили также армяне на правобережье Куры и грузины на северо-западе. Притом само это понятие к IX веку было уже историческим.
Говоря о трудностях исследования биографии Сахла Смбатяна, Минорский отмечает, что армянский обычай того времени предполагал наличие арабской кунии, например, Абу Муса, Абул-Асад и др. Она не имела никакого отношения к армянскому оригиналу имени. Таким образом, становится сложным различать нескольких Сахлов, Васаков и Смбатов, живших одновременно.

### Борьба с арабами
Был одним из предводителей вооруженного восстания против господства Арабского халифата. Вместе с князем южного Арцаха Есаи абу Мусе возглавлял освободительную борьбу армян Арцаха против арабского ига. В 821 году разгромил арабские войска вблизи крепости Шикакар (арм. Շիկաքար/Яркий камень). В 837 году играл решающую роль в победе над 12 тысячным арабским войском в битве на Муганском поле. Впервые указывает имя шекинского владетеля еще один армянский историк живший в конце IX—начале X века Товма Арцруни; он пишет о трех князьях, схваченных в 854 году арабским военачальником Буга аль Кабиром: князе хаченском Атрнерсехе, князе арцахском Есаи Абу Мусе и князе шакенском Сахл ибн Смбате. В 854 году, в ходе одного из сражений, был пленен арабским военачальником Буга аль Кабиром и наряду с другими армянскими и албанскими вельможами отправлен в ссылку в Сирию. Британский историк-кавказовед Чарльз Доусет утверждает, что средневековый армянский историк Товма Арцруни, повествуя об этом, пишет о трех албанских князьях, схваченных Бугой: князе хаченском Атрнерсехе, князе арцахском Есаи Абу Мусе и князе шакенском Сахл Смбате. Однако в самом тексте Арцруни Сахл Смбатян назван не «албанским», а армянским князем. Описывая те же события, современник Арцруни, мусульманский историк Табари, указывает в числе депортированных князей не самого Сахла, а его сына Муавию (Муавия ибн Сахл ибн Сунбат), которого называет «батрик Арана».

### Арест Бабека
Бабек, предводитель воинственного движения хуррамитов, получал выгоду от своих армянских соседей, выступая то в качестве союзника против арабов, то как союзник одних и противник других армянских князей во время их внутренней борьбы за власть. Однако он больше терроризировал их, чем сотрудничал, и армянские источники так же враждебны ему, как и мусульманские. В этот исторический период в персонаселенном Иранском Азербайджане арабами был разгромлен центр хуррамитского движения — город Базз. Бабек успел скрыться из Базза и направился в Армению, как сообщает Ибн ал-Асир: «И пошел Бабек скитаться, скрываясь по горам Арминии». Бабек искал убежища у своего союзника Сахла Смбата, однако тот сдал Бабека . Армяне пленили и отправили его арабскому военачальнику Ал-Афшину, за что Сахл получил от халифа вознаграждение в 1 млн. дирхемов. Он также был признан за это халифом правителем Албании с титулом «батрик ар-Рани».
Абу-ль-Фарадж, XIII век:
Но его узнал Сахль ибн Сунбат, армянский батрик, и взял его в плен. Он хотел откупиться от него большими деньгами, но он [Сахль] не принял этого и отправил его к ал-Афшину...

## Фальсификация истории в Азербайджане
Азербайджанский историк Зия Буниятов в нескольких статьях высказал мысли, что Сахл ибн Сунбат (Сахл Смбатян)  был «этническим албанцем». Российский историк Виктор Шнирельман отмечает, что в Азербайджане существует тенденция переименования армянских средневековых деятелей, в том числе Сахла Смбатяна, в албанских.

## Комментарии
1. ↑  Название «албанское» для IX века имеет территориальное содержание, ибо к этому времени автохтонное население данных областей был ассимилирован путём слияния с армянами. Сохранившаяся же на правом берегу реки Кура название Албания/Арран уже не была идентична прежнему Албанскому царству. Подробнее см. Восток в средние века // История Востока / Под ред. Р. Б. Рыбакова. — М.: "Восточная литература" РАН, 1997. Архивировано 10 апреля 2016 года.